# Blondi
Blondi (1941 – 30. dubna 1945, Berlín) byl pes Adolfa Hitlera, konkrétně fena německého ovčáka, kterou dostal darem v roce 1941 od Martina Bormanna. Hitler si nechal Blondi i po tom, co se 16. ledna 1945 přestěhoval do Führerbunkeru. Hitler svého psa miloval a často se s ním nechával fotit, dokonce jí nechal spát s ním v posteli.
Blondi hrála roli v nacistické propagandě tím, že zobrazovala Hitlera jako milovníka zvířat. Psi jako Blondi byli vyhledáváni jako „Germánští původní psi“, protože byli blízko vlka, a během nacistické éry se stali velmi módními. 29. dubna 1945, den před svou smrtí, Hitler vyjádřil pochybnosti o kyanidových kapslích, které obdržel prostřednictvím SS Heinricha Himmlera. Aby ověřil účinnost kapslí, Hitler nařídil doktoru Wernerovi Haaseovi, aby jednu otestoval na Blondi, která na následky zemřela. Blondi údajně pocházela z tehdy vyhlášené chovatelské stanice psů ve slezských Kravařích.

## Štěňata
V březnu nebo na začátku dubna (pravděpodobně 4. dubna) 1945 měla pět štěňat s německým ovčákem Gerdyho Troosta, Harrasem. Hitler pojmenoval jedno ze štěňat „Wulf“, protože to byla jeho oblíbená přezdívka a význam vlastního křestního jména Adolf („ušlechtilý vlk“) a začal ji cvičit. Jedno ze štěňátek bylo vyhrazeno sestře Evy Braunové, Gretl Braunové. Eva poslala Gretl dopis obsahující fotografii Blondi a tří jejích štěňat, přičemž štěně Gretl je označeno šipkou.

## Ostatní psi
Během své vojenské služby v první světové válce zachránil Hitler toulavého bílého foxteriéra jménem „Fuchsl“. Hitler měl k psovi velkou náklonnost, a když nebyl na frontě ve službě, trávil spoustu svého volného času hraním se psem v kasárnách. Hitler byl velmi rozrušený, když ho ztratil. V roce 1921, během let chudoby, dostal německého ovčáka jménem „Prinz“, ale byl nucen psa ubytovat jinde. Podařilo se mu však uprchnout a vrátit se k němu. Hitler, který zbožňoval věrnost a poslušnost psa, si poté toto plemeno velmi oblíbil. Vlastnil také německého ovčáka zvaného „Muckl“. Před Blondi měl Hitler dva psy německého ovčáka, oba se jmenovali Blonda. Na některých fotografiích pořízených během třicátých let je mladší Blonda nesprávně označena jako Blondi (ve většině případů byly nápisy fotografií napsány později). V květnu 1942 koupil Hitler dalšího mladého německého ovčáka (od menšího úředníka na poště v Ingolstadtu), aby udržel společnost Blondi. Říkal jí Bella.

## Smrt Blondi a dalších psů
V průběhu 29. dubna 1945 se Hitler dozvěděl o smrti svého spojence Benita Mussoliniho rukama italských partyzánů. To souvisí se skutečností, že se sovětská Rudá armáda blížila k jeho místě, posílilo Hitlera v jeho rozhodnutí nedovolit zajetí sebe ani své ženy. To odpoledne Hitler vyjádřil pochybnosti o kyanidových kapslích, které obdržel prostřednictvím SS Heinricha Himmlera. V tomto okamžiku Hitler považoval Himmlera za zrádce. Aby ověřil obsah kapslí, Hitler, který už měl v úmyslu nechat Blondi zabít, aby se nedostala do rukou Sovětů, nařídil doktoru Wernerovi Haaseovi, aby jeden otestoval na Blondi, a pes v důsledku toho zemřel. Hitler se stal naprosto neutěšitelným. Podle zprávy vypracované Josifem Stalinem a na základě svědeckých výpovědí vzal Hitlerův psovod Feldwebel Fritz Tornow Blondiho mláďata a 30. dubna je zastřelil v zahradě komplexu bunkrů poté, co Hitler a Braunová spáchali sebevraždu. Zabil také dva psy Evy Braunové, psy Frau Gerdy Christianové a vlastního jezevčíka. Tornow byl později zajat spojenci. Erna Flegel, která se setkala s Hitlerem a pracovala na stanici nouzových nehod v říšském kancléřství, v roce 2005 uvedla, že Blondiho smrt zasáhla lidi v bunkru více než sebevražda Evy Braunové. Poté, co bitva v Berlíně skončila, byly ostatky Hitlera, Braunové a dvou psů (myšleno jako Blondi a její potomek Wulf) objeveny ve skořápkovém kráteru jednotkou sovětské kontrarozvědky Směrš. Pes, o kterém se předpokládalo, že je Blondi, byl exhumován a fotografován Sověty.